# José Ascenção Contreiras
José Aboim de Ascenção Contreiras, igualmente conhecido como Dr. Ascensão Contreiras (Tavira, 1 de Julho de 1895 - Lisboa, 8 de Abril de 1975), foi um médico português, que se destacou pelo seu contributo no campo da hidroterapia.

## Biografia
Nasceu na cidade de Tavira, em 1 de Julho de 1895. Tirou o curso liceal em Faro, tendo durante este período começado a colaborar na imprensa regional, nomeadamente no jornal académico A Mocidade.
Frequentou a Universidade de Lisboa, onde se formou em medicina e cirurgia em 1920, e concluiu os cursos de medicina na Faculdade de Medicina de Lisboa em 1920, e de hidrologia no Instituto de Hidrologia de Lisboa de 1925. Durante a sua passagem pela Faculdade de Medicina frequentou os serviços de neurologia, onde preparou a sua dissertação Sobre um caso de sindroma de paralisia lábio-grosso laríngea, progressivo e infantil e com perturbações cerebelobosas (poli-encefalite crónica), apresentada em 1922. Ainda durante os seus estudos participou no combate às epidemias de pneumónica e tifo exantemático, que atingiram Lisboa em 1918.
Começou depois a exercer, ocupando em 1937 os cargos de médico de saúde escolar e de assistência pública. Trabalhou igualmente como médico para a Direcção-Geral de Educação Física. Durante cerca de meio século manteve um consultório na Rua de São Pedro de Alcântara, em Lisboa. Teve uma carreira notória principalmente na área da hidroterapia, tendo sido director clínico nas Termas de Monte Real e das Alcaçarias do Duque, e nas Caldas de Moledo. Participou em vários congressos sobre a medicina, hidroterapia e outros assuntos, tanto em Portugal como no estrangeiro, incluindo por exemplo no XIII Congresso Internacional de Hidrologia, Climatologia e Geologia Médicas, em 1930. Também fez parte da comissão organizadora e foi orador nas primeira e segunda edições do Congresso Luso-Espanhol de Hidrologia, em 1947 e 1960, tendo neste último representado a Sociedade de Geografia de Lisboa. Em 1950 participou no II Congresso Regional Algarvio, em 1953 no XXII Congresso Luso-Espanhol para o Progresso das Ciências, e em Junho de 1962 nas Jornadas Internacionais de Medicina Hidrológica e Climática. Foi membro de várias organizações nacionais e estrangeiras, como a International Society of Medical Hydrology, sedeada em Londres, e foi um dos fundadores da Sociedade Portuguesa de Hidrologia Médica, em 1950, e da Casa do Algarve, em Lisboa. Em 1946 fez uma visita de estudo ao estrangeiro sobre a crenoterapia, como bolseiro do Instituto de Altos Estudos.
Foi também o autor de mais de cinquenta trabalhos sobre hidroterapia e outros campos da medicina, principalmente através da colaboração em várias obras e da publicação de artigos em jornais e revistas. Estas incluem a conferência Higiene Social em 1923, o discurso Sobre puericultura na Sociedade Protectora da Primeira Infância em 1924, Águas Termais das Alcaçarias do Duque em 1927, em conjunto com o distinto professor Charles Lepierre, Fontes Termais do Império em 1929, a conferência A água como agente terapêutico - Termas e praias do Algarve em 1930, Algumas considerações acerca da acção terapêutica das nascentes da Benemola e Fonte Santa em 1931, a conferência Reformas Sociais em 1932, As águas minero-medicinais do Tedo em 1932, o artigo As águas sulfúreas como adjuvantes do tratamento da sifílis na revista Medicina Contemporânea em 1933, Aspectos médicos do problema educativo em 1933, Águas medicinais em 1934 e 1935, a conferência Assistência no Algarve, publicada no Boletim de Propaganda Educativa, a conferência Assistência social nas termas em 1936, o Guia Hidroterápico de Portugal em 1937, Higiene do Sono em 1939, Psico-patologia escolar em 1940, Riquezas Hidro-Minerais de Portugal em 1941, Águas Medicinais de Portugal em 1944, Alguns aspectos da crenoterapia na Península Ibérica em 1947, Águas medicinais de Portugal e d'além-mar em 1950, Águas medicinais do Algarve e da Andaluzia em 1950, O Algarve e o Islamismo em 1950, Manual Hidrológico de Portugal em 1951, O Valor da Hidrologia, publicado em Lisboa em 1953 e em Madrid em 1956, Breves anotações a propósito da Carta Hidrológica de Portugal em 1954, A água mineral, essa desconhecida em 1957 Propriedades biológicas das águas medicinais em 1958, Algarve - Fonte de Turismo e de Saúde, publicada no jornal Correio do Sul em 1958, e o Génio do Hidrólogo em 1963.
Colaborou igualmente na Grande Enciclopédia Portuguesa e Brasileira.
Faleceu em 8 de Abril de 1975, na sua casa em Lisboa, aos 79 anos de idade. Era já viúvo, tendo sido casado com Beatriz Padinha Contreiras, e pai de Maria Gabriela Padinha Contreiras Pinto Coelho e Beatriz Fernanda Padinha Contreiras Magalhães e Meneses Azambuja.